# Semi-conducteur à large bande

Schéma d'un semi-conducteur à large bande

Un semi-conducteur à large bande est un semi-conducteur dont la largeur de bande interdite, entre la bande de valence et la bande de conduction, est significativement plus importante que celle du silicium. Le seuil exact dépend du domaine d'utilisation.

## Motivation
Commercialement, du fait de ses caractéristiques et de son abondance, le silicium est le semi-conducteur le plus utilisé. Les composants électroniques basés sur le silicium peuvent cependant présenter des limites fonctionnelles. En particulier, l'électronique de puissance utilise certains semi-conducteurs à large bande dans le cadre d'utilisations à haute température et plus grande puissance.
Les semi-conducteurs à large bande interviennent également dans le développement de l'optoélectronique, ayant la possibilité de créer de la lumière dans toute la gamme du spectre visible.

## Principaux matériaux
La plupart des semi-conducteurs à large bande sont des alliages III-V et II-VI. Les seuls matériaux du groupe IV sont le diamant et le carbure de silicium.
Parmi les principaux semi-conducteurs à large bande qui font l'objet de recherches actuellement, il est possible de citer :
- le diamant (C)
- le nitrure de gallium (GaN)
- le nitrure d'aluminium (AlN)
- le carbure de silicium (SiC)

Le tableau suivant résume certaines de leurs caractéristiques (à 300 K ; la plupart de ces valeurs sont approximatives et varient avec les sources) :
| Semi-conducteur | Bande interdite (eV) | Champ électrique max. (MV/m) | Conductivité thermique (W.m-1.K-1) |
| --------------- | -------------------- | ---------------------------- | ---------------------------------- |
| Si              | +1,1                 | +020,                        | +0150,                             |
| 4H-SiC          | +3,3                 | +250,                        | +0370,                             |
| 6H-SiC          | +2,9                 | +250,                        | +0490,                             |
| GaN             | +3,5                 | +300,                        | +0130,                             |
| C               | +5,4                 | +560,                        | +2 000,                            |